# أحمد سويسي
أحمد سويسي هو لاعب كرة قدم تونسي، ولد في 7 ديسمبر 1960.

## وصلات خارجية
- أحمد سويسي على موقع ناشيونال فوتبول تيمز (الإنجليزية)